# Friedmann-Lemaître-Robertson-Walker-Metrik
Die Friedmann-Lemaître-Robertson-Walker-Metrik, kurz FLRW-Metrik, ist eine exakte Lösung der einsteinschen Feldgleichungen der allgemeinen Relativitätstheorie und beschreibt eine homogene, isotrope (kosmologisches Prinzip) Expansion bzw. ein ebensolches Zusammenziehen des Universums. Sie ist unter unterschiedlichen Kombinationen der Namen der vier Wissenschaftler Alexander Friedmann, Georges Lemaître, Howard P. Robertson und Arthur Geoffrey Walker bekannt, z. B. Friedmann-Robertson-Walker (FRW) oder Robertson-Walker (RW).
Weil sie so einfach zu berechnen ist, wird die FLRW-Metrik als erste Näherung für das kosmologische Standard-Urknall-Modell des Universums verwendet. Da die FLRW Homogenität voraussetzt, wird oft fälschlicherweise behauptet, dass das Urknall-Modell nicht die Klumpigkeit des Universums erklären könne. Modelle, welche die Klumpigkeit des Universums errechnen werden, erweitern die FLRW. Im Jahr 2003 schienen die theoretischen Konsequenzen der verschiedenen Erweiterungen zur FLRW bereits gut verstanden. Das Ziel war es, diese mit den Beobachtungen der Projekte COBE und WMAP in Einklang zu bringen.

## Formulierung
Durch die Forderung nach Isotropie erhält man das Robertson-Walker-Linienelement
{\displaystyle \mathrm {d} s^{2}=c^{2}\mathrm {d} t^{2}-a(t)^{2}R_{\mathrm {C} }^{2}\left({\frac {\mathrm {d} x^{2}}{1-k\ x^{2}}}+x^{2}\mathrm {d} \Omega ^{2}\right)\ =c^{2}\mathrm {d} t^{2}-a(t)^{2}\left({\frac {\mathrm {d} r^{2}}{1-k\ r^{2}}}+r^{2}\mathrm {d} \Omega ^{2}\right)\ ,}
mit
- der Lichtgeschwindigkeit {\displaystyle c}
- dem Skalenfaktor {\displaystyle a(t)} des Universums zur Zeit {\displaystyle t}
- dem Absolutwert {\displaystyle R_{\mathrm {C} }} des heutigen Krümmungsradius
- {\displaystyle x=r/R_{\mathrm {C} }}
  - dem Radius {\displaystyle r=U/(2\pi )} des Kleinkreises vom mitbewegten Beobachter
- dem Krümmungsparameter {\displaystyle k=+1,0,-1}
- {\displaystyle \mathrm {d} \Omega ^{2}=\mathrm {d} \theta ^{2}+\sin ^{2}\theta \cdot \mathrm {d} \phi ^{2}}.

Die Metrik kann auch bezogen auf die intrinsische Entfernung {\displaystyle {\bar {r}}} dargestellt werden als:
{\displaystyle \mathrm {d} s^{2}=c^{2}\mathrm {d} t^{2}-a(t)^{2}\cdot (\mathrm {d} {\bar {r}}^{2}+f({\bar {r}})^{2}\mathrm {d} \Omega ^{2})}
{\displaystyle f({\bar {r}})={\begin{cases}R_{\mathrm {C} }\sin({\bar {r}}/R_{\mathrm {C} })&{\text{für}}\,k>0\,{\text{bzw.}}\,k=+1\\{\bar {r}}&{\text{für}}\,k=0\\R_{\mathrm {C} }\sinh({\bar {r}}/R_{\mathrm {C} })&{\text{für}}\,k<0\,{\text{bzw.}}\,k=-1\end{cases}}}.
Wenn man die FLRW-Metrik sowie einen passenden Energie-Impuls-Tensor voraussetzt, reduzieren sich die einsteinschen Feldgleichungen auf die Friedmann-Gleichungen. Ihre Lösung ist der zeitliche Verlauf {\displaystyle a(t)} des Skalenfaktors der FLRW-Metrik.

## Fast-FLRW-Modelle
Alle Beobachtungen im Universum auf hinreichend großen Längenskalen (nämlich größer als die größten identifizierbaren Objekte im Universum, die Galaxienhaufen) lassen sich durch ein fast-FLRW-Modell gut erklären. Dieses Modell basiert auf der FLRW-Metrik, wobei die Entwicklung der Materieverteilung als kleine Störung primordialer Fluktuationen berechnet wird. Im Gegensatz dazu enthält ein exaktes FLRW-Modell keine Strukturen wie Galaxienhaufen, Sterne oder Menschen, da solche Objekte lokal eine höhere Dichte als der durchschnittliche kosmische Wert aufweisen. Trotzdem wird der Begriff FLRW-Modell oft vereinfachend auch für fast-FLRW-Modelle verwendet.